# Voivodato della Slesia

Logo

Il voivodato della Slesia (Województwo Śląskie in polacco), a volte chiamato anche Alta Slesia o Slesia Superiore per distinguerlo dalla Bassa Slesia, è uno dei 16 voivodati della Polonia. Il voivodato si trova a sud del territorio polacco ed è stato creato con la riforma del 1º gennaio 1999 dalla fusione dei precedenti voivodati di Katowice, di Częstochowa e Bielsko-Biała. Il capoluogo è Katowice.

## Geografia
Il voivodato della Slesia confina a sud con la Repubblica Ceca e la Slovacchia. I monti Beschidi (Śląski e Żywiecki) segnano il confine meridionale. I voivodati di Łódź, di Opole, della Santacroce e della Piccola Polonia lo delimitano rispettivamente a nord, a ovest, a nord-est e a est.
L'attuale unità amministrativa è solo una parte della storica Slesia (che comprendeva anche territori all'interno dei confini odierni della Repubblica Ceca e della Germania). In ogni caso gran parte dell'unità amministrativa istituita nel 1999 non coincide con la regione storica: piuttosto si può affermare che la regione storica dell'Alta Slesia copre la maggior parte del Voivodato di Opole e la parte occidentale del Voivodato della Slesia.

## Società

### Evoluzione demografica
È il voivodato più densamente abitato della Polonia: all'interno di una superficie di 12 300 km² ci sono quasi 5 milioni di abitanti (in base ai dati del 2010). È anche l'area più urbanizzata dell'Europa centro-orientale.

## Economia
Oltre il 13% del PIL della Polonia viene prodotto qui, ragione per la quale il voivodato è uno dei più ricchi del Paese.

### Industria
Le più importanti regioni industriali sono quelle estrattive, del ferro, metallurgiche (piombo e zinco), elettriche, ingegneristiche, automobilistiche, chimiche, tessili e di materiali da costruzione. In passato l'economia della Slesia era basata sull'estrazione del carbone. Attualmente, considerando il volume degli investimenti, sta diventando sempre più importante l'industria automobilistica (Fiat a Bielsko-Biała, GM Opel a Gliwice).

### Turismo

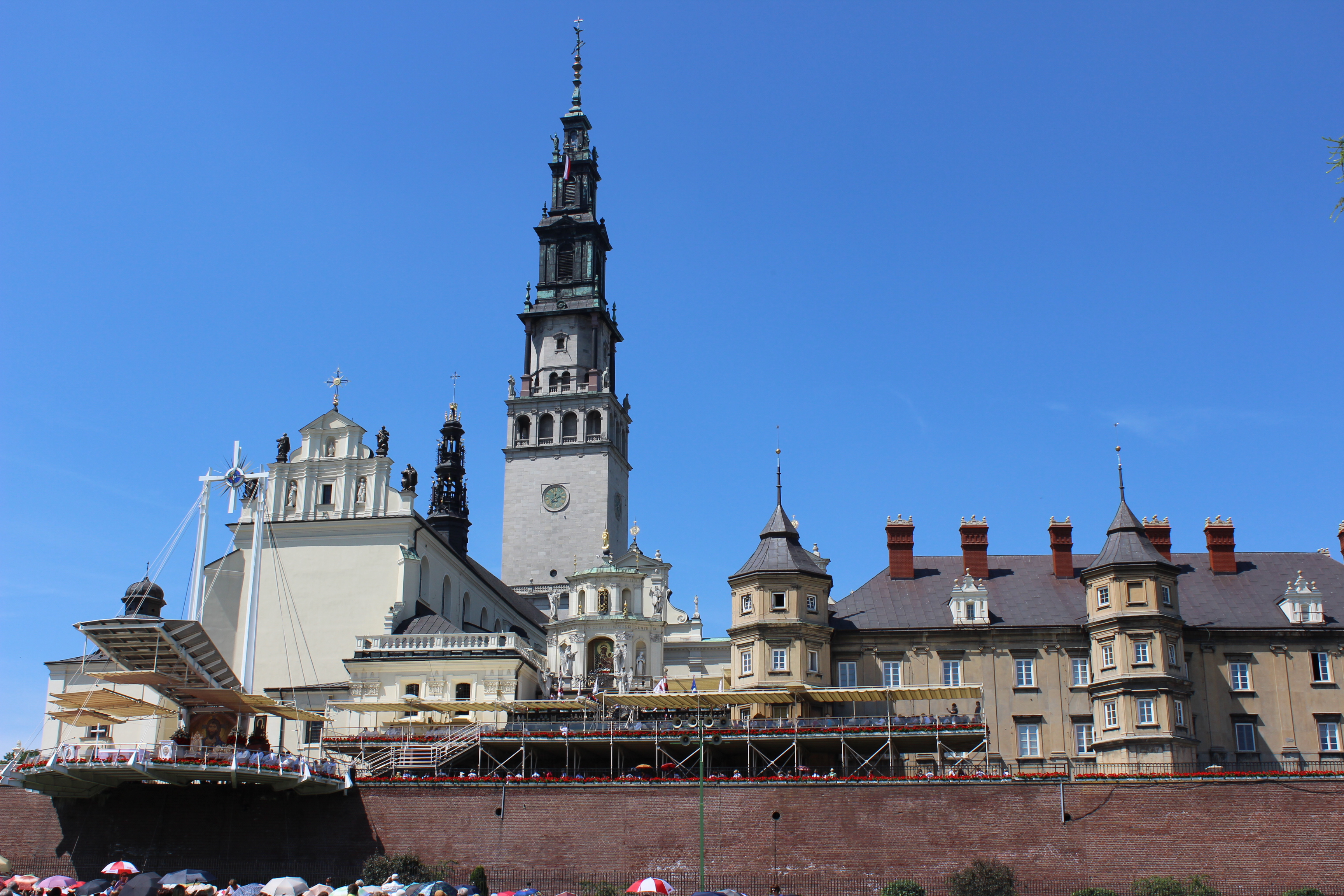
Il santuario di Jasna Góra a Częstochowa

Il voivodato è circondato a nord e a sud da una "cintura verde". I monti Beschidi, con oltre 150 impianti di risalita e 200 km di piste da sci, sono luoghi popolari per gli appassionati di sport invernali. I siti di arrampicata su roccia si trovano nel Giura polacco. Una rinomata attrazione sono anche le rovine dei castelli lungo il "sentiero dei nidi delle aquile".
Destinazione annuale di oltre 4 milioni di pellegrini provenienti da tutto il mondo è invece il santuario di Jasna Góra a Częstochowa.
Singolare anche l'archeologia industriale, con linee ferroviarie, miniere di carbone e argento, attrezzature dei secoli XIX e XX.
Nel voivodato è presente un sito Patrimonio dell'umanità UNESCO: la Miniera di piombo, argento e zinco di Tarnowskie Góry e il suo sistema sotterraneo di gestione idraulica; il museo della miniera è tra la quarantina di siti legati alla storia dell'industria della regione raggruppati nella Szlak Zabytków Techniki Województwa Śląskiego ("La Strada dei Monumenti Industriali del Voivodato della Slesia"); altri luoghi sono il museo della Distilleria della birra di Żywiec (Muzeum Browaru Żywiec), il Museo della Slesia e gli insediamenti residenziali per operai di Nikiszowiec e Giszowiec a Katowice, e le miniere Guido (Kopalnia Guido) e Regina Luiza (Sztolnia Królowa Luiza) a Zabrze.

## Geografia antropica

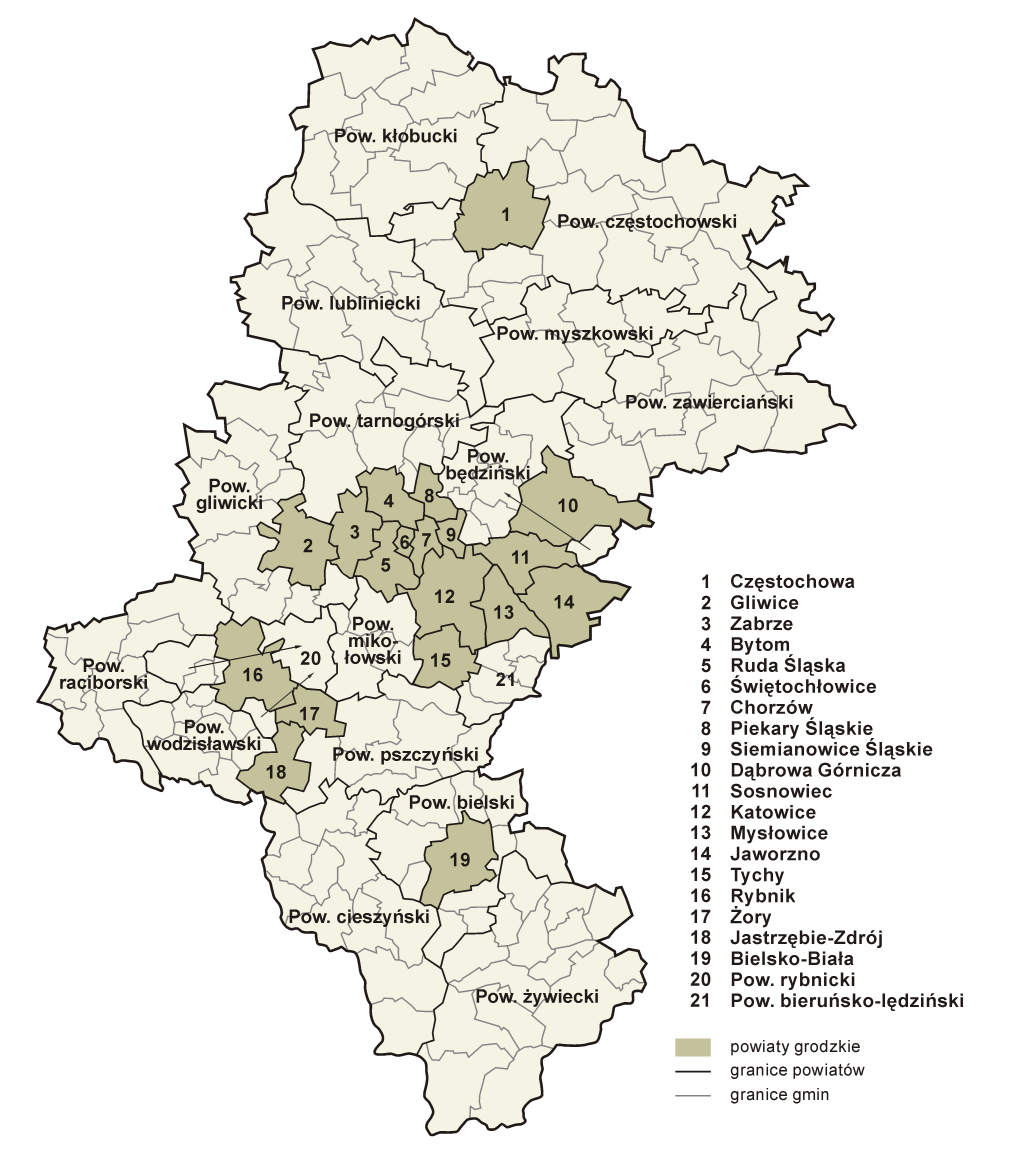
Suddivisione del voivodato in distretti

### Distretti urbani
- Bielsko-Biała
- Bytom
- Chorzów
- Częstochowa
- Dąbrowa Górnicza
- Gliwice
- Jastrzębie-Zdrój
- Jaworzno
- Katowice
- Mysłowice
- Piekary Śląskie
- Ruda Śląska
- Rybnik
- Siemianowice Śląskie
- Sosnowiec
- Świętochłowice
- Tychy
- Zabrze
- Żory

### Altri distretti

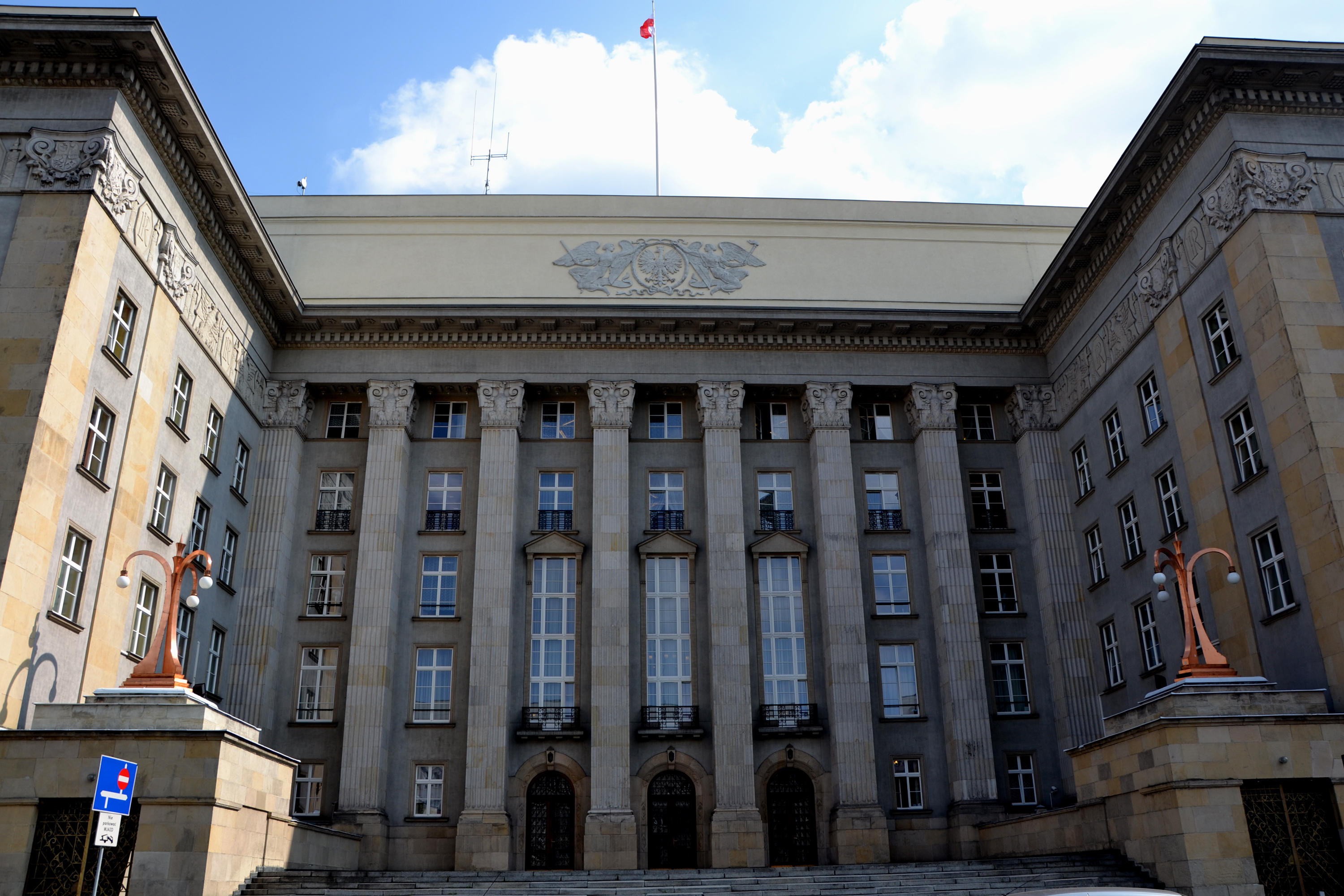
Sede del voivodato a Katowice

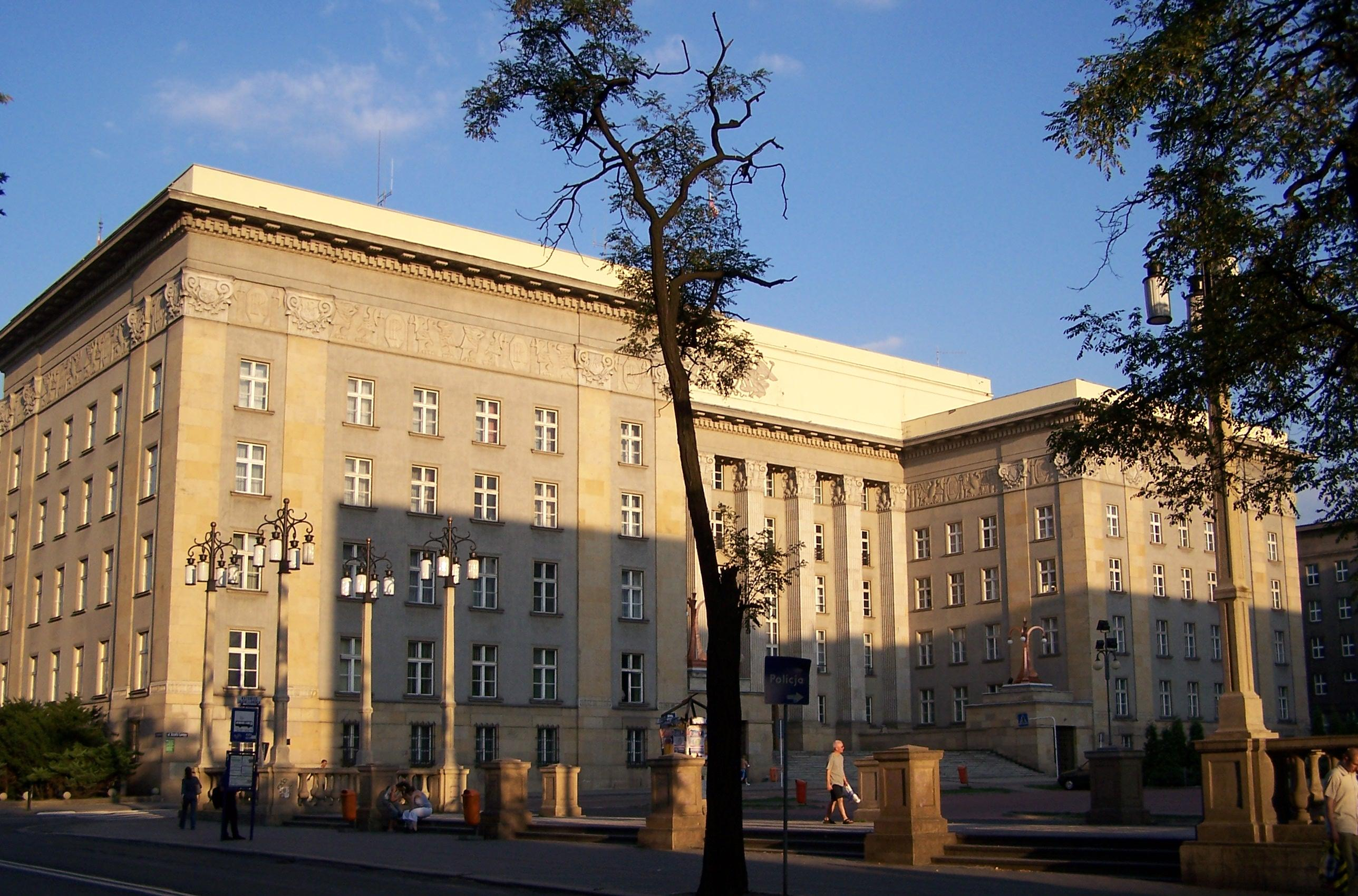
Sede del Parlamento slesiano a Katowice

- Będzin
- Bielsko-Biała
- Bieruń-Lędziny
- Cieszyn
- Częstochowa
- Gliwice
- Kłobuck
- Lubliniec
- Mikołów
- Myszków
- Pszczyna
- Racibórz
- Rybnik
- Tarnowskie Góry
- Wodzisław Śląski
- Zawiercie
- Żywiec

## Infrastrutture e trasporti

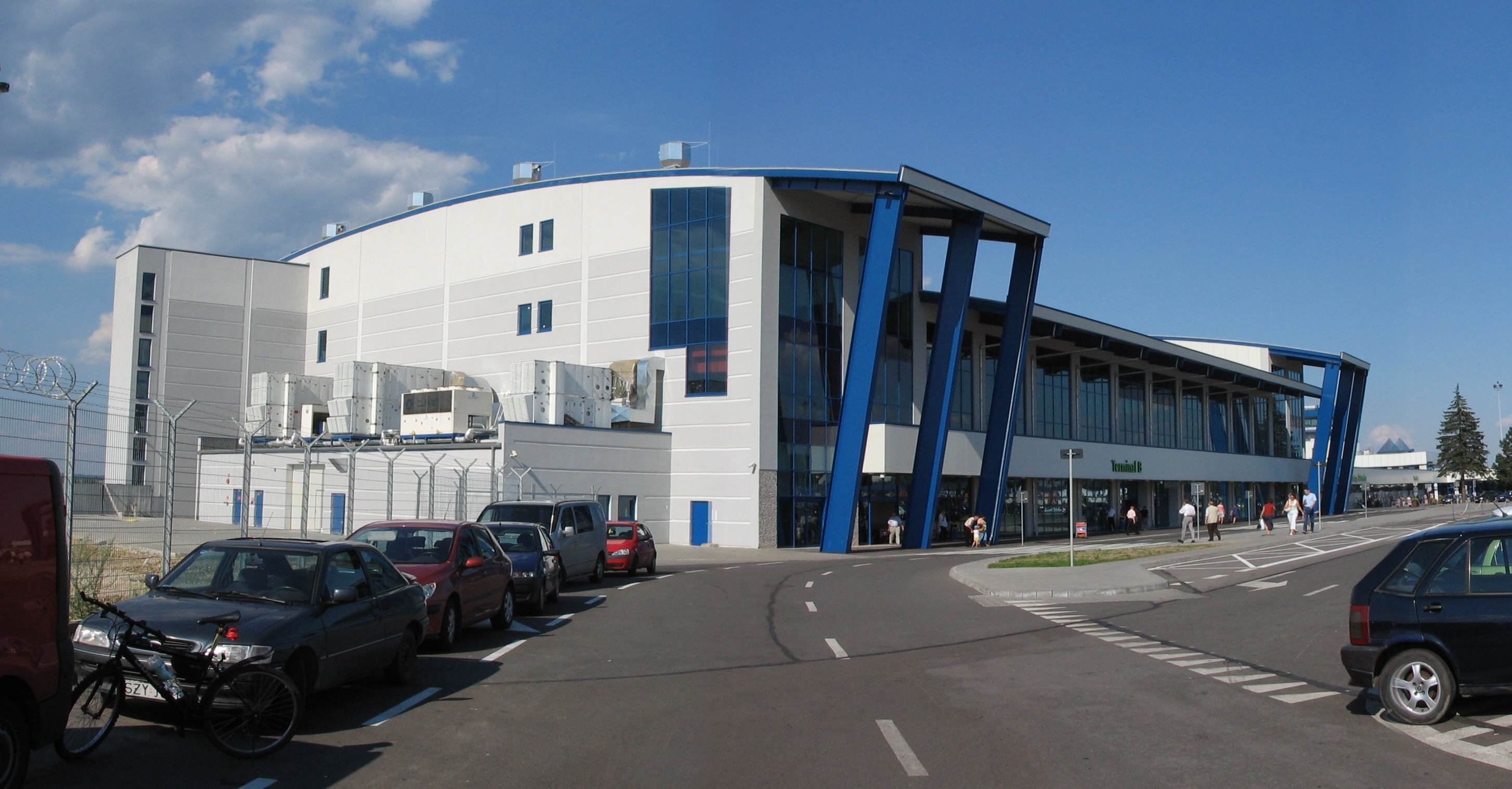
Il terminale B dell'Aeroporto Internazionale di Katowice-Pyrzowice

L'Aeroporto Internazionale di Katowice-Pyrzowice è utilizzato per voli nazionali e internazionali. Un altro aeroporto non lontano dal voivodato è quello di Cracovia-Balice.
Katowice gode di ottimi collegamenti ferroviari e stradali con Danzica e Ostrava (autostrada A1), Cracovia (autostrada A4), Łódź (autostrada A1) e Varsavia. È anche snodo di molte strade internazionali come la E40 che collega Calais, Bruxelles, Colonia, Dresda, Breslavia, Cracovia e Kiev, o la E75 che collega la Scandinavia con la penisola balcanica.
La Linia Hutnicza Szerokotorowa (ossia "Linea metallurgica di grandi dimensioni", abbreviata con l'acronimo LHS) è una linea ferroviaria a scartamento largo - come quello russo - che va dal confine con l'Ucraina fino a una località a 25 km da Katowice, attraversando parte del voivodato; è usata unicamente per traffico merci.

## Aree protette

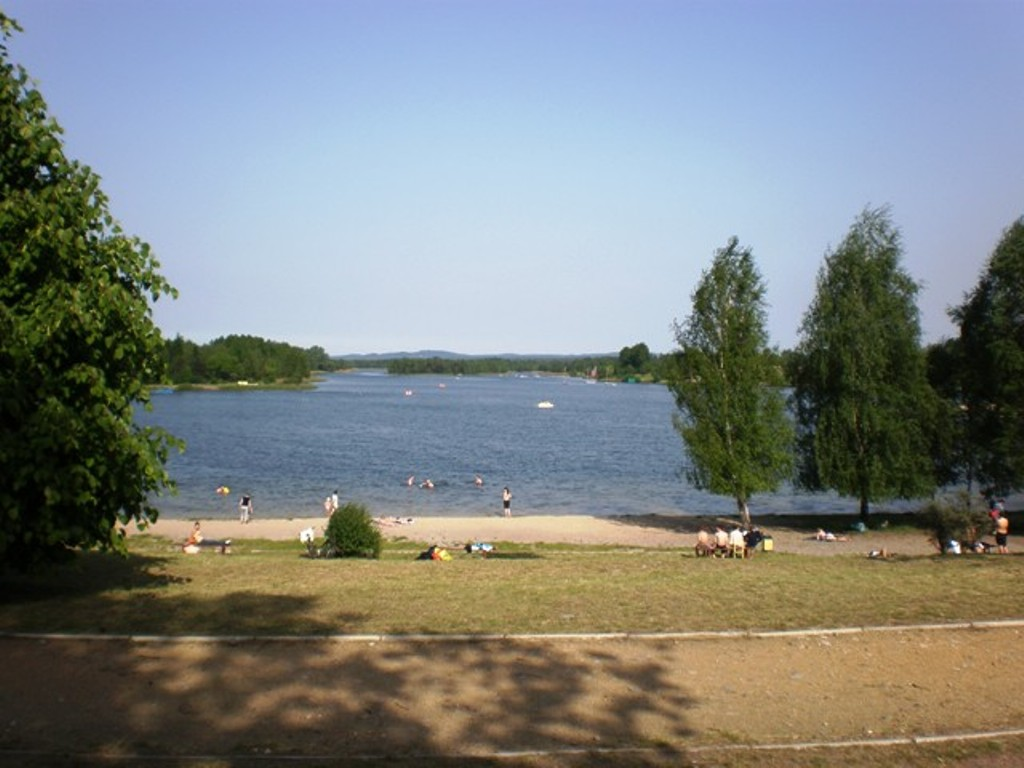
La laguna di Sosina a Jaworzno

- Parco paesaggistico Nidi delle Aquile (in parte nel voivodato della Piccola Polonia)
- Parco paesaggistico dei Piccoli Beschidi (in parte nel voivodato della Piccola Polonia)
- Parco paesaggistico di Rudy
- Parco paesaggistico dei Beschidi Slesiani
- Parco paesaggistico di Stawki
- Parco paesaggistico delle Foreste del Liswarta superiore
- Parco paesaggistico di Załęcze (in parte nel voivodato di Łódź)
- Parco paesaggistico di Żywiec